# Изолятор специального назначения
Изолятор специального назначения (ИСН) — существовавшее с 20-х гг. XX в. по 1933 г. на территории РСФСР/СССР место заключения, предназначенное для содержания приговоренных к лишению свободы со строгой изоляцией. Контингент: 1) лица, не принадлежащие к классу трудящихся; 2) лица, принадлежащие к классу трудящихся и признанные особо опасными для государства; 3) осужденные, получившие дисциплинарное взыскание.
Первые подобные учреждения были созданы во время Гражданской войны (изоляцонные отделения в общих местах заключения, специальные изоляционные тюрьмы). Законодательно ИСН закреплены в 1924 г. Принцип содержания в них основывался на максимальной изоляции от внешнего мира. Заключенных не выводили на внешние работы, им не разрешались отпуска; свидания проводились через решетку (без таковой — только в исключительных случаях); им разрешалось тратить не более 1/3 заработанных в месте заключения денег не чаще чем 1 раз в 2 недели.
Заключенные в ИСН имели право на: работу в пределах места заключения; прогулку продолжительностью 1 час; пользование культурно-просветительными учреждениями; материальное довольствие; медобслуживание, баню и др.
При поступлении в ИСН все заключенные зачислялись в начальный разряд. При переводе их по решению распределительной комиссии в средний разряд они направлялись в исправительно-трудовые дома, где содержались на общих основаниях.
В конце 1925 г. в РСФСР было 19 ИСН. Ликвидированы в 1933 г.
Изоляторы специального назначения — один из видов исправительно-трудовых учреждений для лишенных свободы согласно Исправительно-трудовому кодексу РСФСР (ИТК РСФСР) 1924 г.
Изоляторы специального назначения для исполнения уголовного наказания в виде лишения свободы со строгой изоляцией,
как и т. н. общие места заключения (исправительно-трудовые дома и дома заключения), располагались в зданиях бывших царских тюрем, соответственно в архитектурном отношении не отличались от общих мест заключения. Главное отличие было в более суровом режиме содержания.
На 1 января 1929 г. в РСФСР было 24 ИСН.
Официально изоляторы специального назначения были ликвидированы согласно постановлению ВЦИК и СНК РСФСР от 20 мая 1930 г. (из ИТК РСФСР 1924 г. были исключены соответствующие нормы).